# Nordatlantiktief

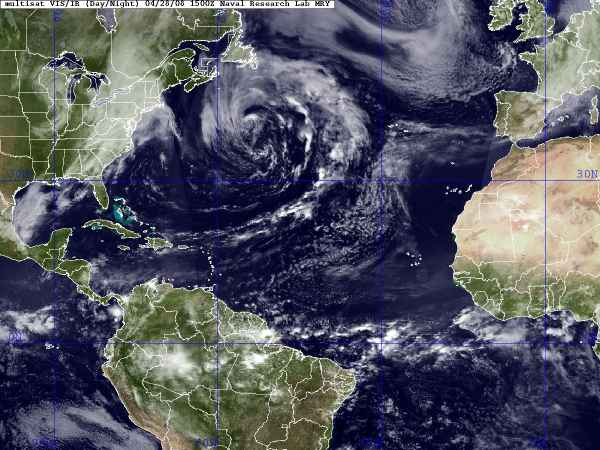
Nordatlantiktief, im Anmarsch auf Europa (Areil 2008)

Nordatlantiktief, oft auch nur kurz Atlantiktief, nennt man die Tiefdruckgebiete im Nordatlantik.

## Grundlagen

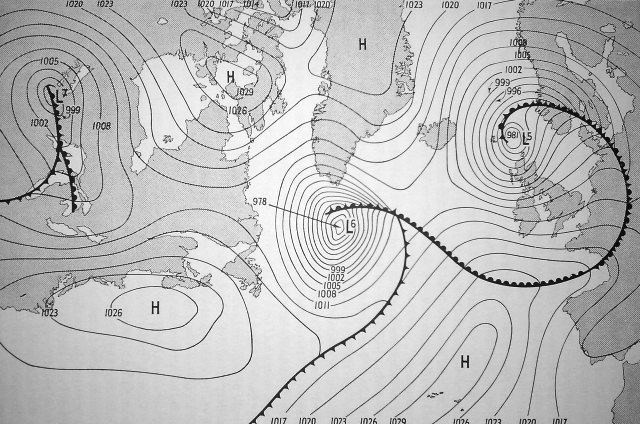
Wetterkarte 5. Juni 1944 (Tag vor dem D-Day): ein Neufundland- und ein Nordseetief

Nordatlantiktiefs sind für das Wetter Europas von großem Einfluss, da sie von vor Nordamerika im Subpolaren Westwindgürtel über den Atlantik ziehend in Europa zu Schlechtwetter führen. Gesteuert werden sie dabei von den Aktionszentren des Azorenhochs, des Nordpolhochs und deren Intensitäts- und Lageveränderungen im Zuge der Nordatlantischen Oszillation. Atlantiktiefs können sehr stark werden und zu Sturm oder Orkan führen.
Diese Tiefdrucksysteme haben – mit ihren Kalt- und Warmfronten – meist eine Ausdehnung in der Größenordnung um 1000 km (also etwa von Mitteleuropa), können aber bis 3000 km mächtig und dann für ganz Europa wetterwirksam werden.

## Klassifikation nach der Zugbahn

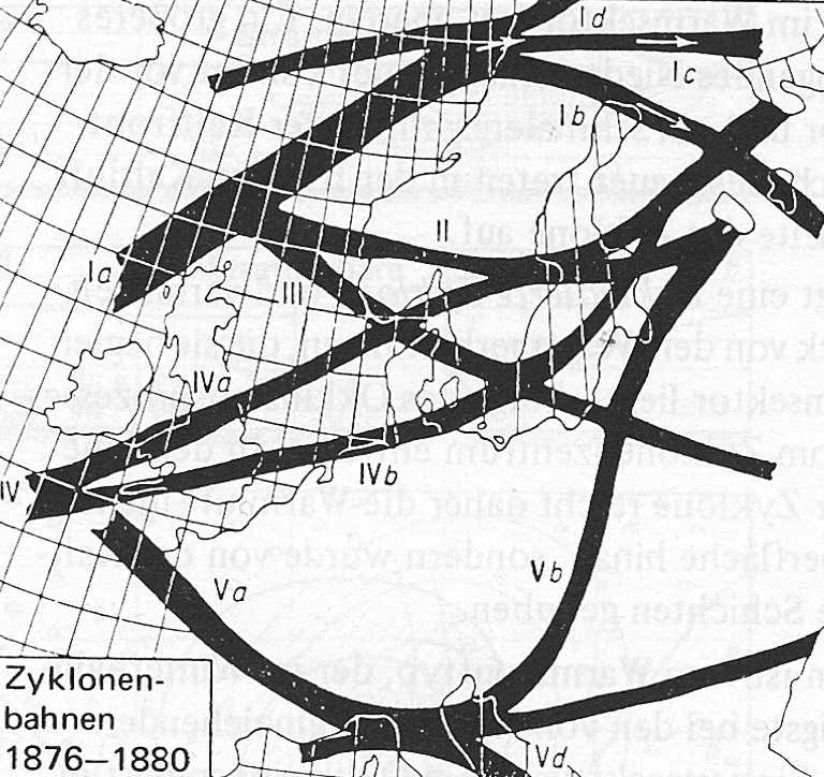
Zugstraßen nach van Bebber

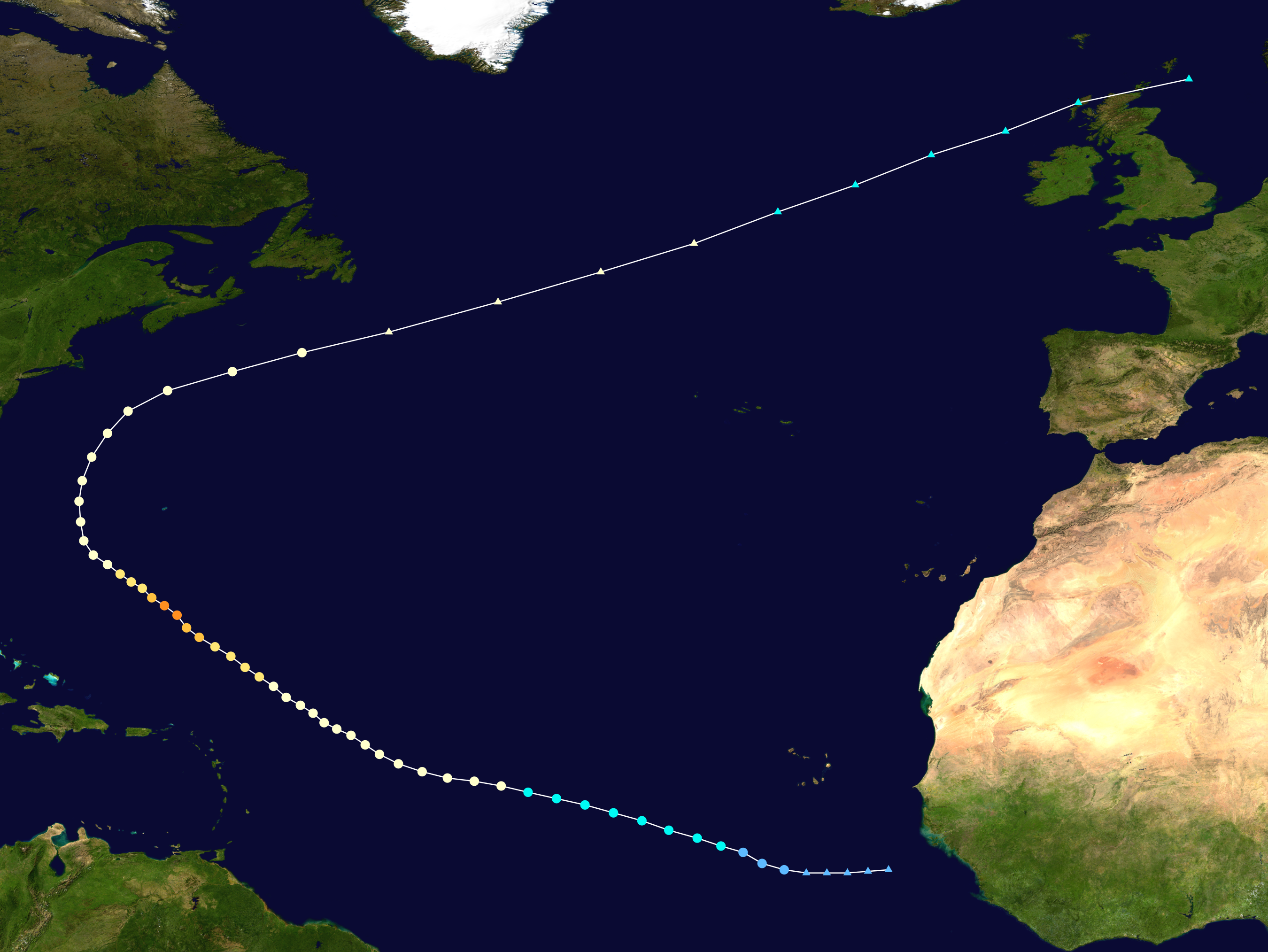
Zugbahn eines zentralatlantischen Tiefs über die amerikanische Ostküste in den Nordatlantik (ex-Hurrikan Katia 2011)

Tiefs, die für Zentraleuropa wetterwirksam sind, unterteilt man nach der Zugbahn (Trajektorie des Tiefkerns) in solche des Jütland-Typs, des Skagerrak-Typs oder des Skandinavien-Typs.
Das entspricht den Zugstraßen IV, II respektive III nach Bebber. Als Sturmtief erzeugen sie Sturmfluten an den zentraleuropäischen Küsten.
Die andere häufigere Zugbahn ist die Zugstraßen vor der skandinavischen Westküste Richtung Nordosten (I nach Bebber). Eine wenig häufige Bahn führt über Frankreich nach Südosten, wo diese Tiefs zum Mittelmeertief werden (V nach Bebber). Ein weiterer, seltener und daher meist unkategorisierter Fall ist die schon fast mittelatlantische Zugbahn auf die Iberische Halbinsel zu (Tief im Südwesten Europas).

### Jütland-Typ
Mit dem Ausdruck Jütland-Typ bezeichnet man Tiefs, die sich über Neufundland bilden, über Mittelengland und dann die Nordsee nach Osten oder Südosten ziehen, um dann im Raum Jütland zwischen 55° und 57° nördlicher Breite den 8. Längengrad zu überqueren. Diese Tiefs wandern in den Ostseeraum. Seltener ziehen sie auch südlich über Norddeutschland nach Polen. Sie wandeln sich typischerweise im Baltikum zu harmlosen Regenfronten.
Solche Sturmtiefs sind meist recht kleinflächig, können aber für kurze Zeiten gewaltige Windstärken erreichen. Sie sind selbst zu Zeiten niedriger Tide in der Lage, Sturmfluten zu erzeugen und zeichnen mit für die verheerendsten Sturmfluten an der Nordseeküste verantwortlich. Auf Grund der schnellen Verlagerung des Tiefdruckgebiets waren Tiefdruckgebiet des Jütland-Typs lange Zeit sehr schwer vorhersagbar. Dies hatte zur Folge, dass entsprechende Wetterwarnungen erst zu einem Zeitpunkt ausgegeben werden konnten, an dem das Sturmfeld des Tiefs die zu warnende Region erreichte. Dies hatte sowohl beim Adolph-Bermpohl-Orkan, als auch bei dem mit dem Jütlandtyp verwandten Hollandorkan von 1953 und dem Orkan Quimburga im Jahre 1972 verheerende Folgen, da alle drei die Region unvorbereitet trafen und keinerlei Sicherheitsmaßnahmen mehr möglich waren. Selbst heute noch können solche Stürme in der Vorhersage Probleme bereiten, so das extrem schnellziehende Sturmtief Herwart im Herbst 2017.
Sturmfluten, die durch den Jütland-Typ ausgelöst wurden, sind die Sturmflut von 1976 (Capella-Orkan) mit den bisher höchsten gemessenen Wasserständen an der deutschen Nordseeküste, im 20. Jahrhundert, der Adolph-Bermpohl-Orkan vom 23. Februar 1967, der Skane-Orkan vom Oktober 1967 und auch die Fluten 1938 und 1949, und wahrscheinlich beispielsweise auch die Burchardiflut 1634.

### Skagerrak-Typ
Der Skagerrak-Typ quert Westnordwest nach Ostsüdost über die zentrale Nordsee und den Skagerrak (57° bis 60° Nord am 8. Längengrad) in den Ostseeraum und das Baltikum oder Zentralosteuropa.
Dieser Typ baut sich langsam auf, führt aber zusammen mit der Tide zu den meisten schweren Sturmfluten Nordwest-Mitteleuropas. Er gilt als gut vorhersagbar.
In diese Gruppe fallen die Sturmfluten 1906, Januar und Februar 1916, 1926, beide Oktoberfluten 1936 und die Sturmflut von 1973.

### Skandinavien-Typ
Als Skandinavien-Typ bezeichnet man Tiefs, die sich über dem Gebiet von Grönland und Island bilden und nach Südosten über die Nordsee ziehen. Sie queren den 8. Längengrad um den 60° bis 65° Nord und ziehen von dort über Mittelskandinavien in den Ostseeraum und das Baltikum.
Diese Sturmtiefs sind weniger intensiv, aber langanhaltend und großflächig und können die gesamte südwestliche Nordseeküste mit Sturmfluten unterschiedlichen Ausmaßes überziehen, die sich auch über mehrere Tiden in Wellen hinziehen.
Beispiel für eine Sturmflut, die durch den Skandinavien-Typ ausgelöst wurde, ist die Sturmflut 1962, die unter anderem Teile von Hamburg überflutete. Auch die Ereignisse 1911, 1976 (die spätere) und 1981 waren dieses Typs.

## Bezeichnung nach der Lage

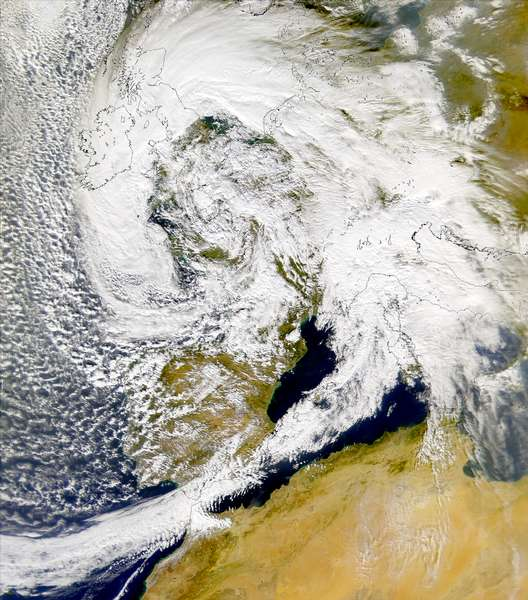
Großes Atlantiktief südlich der Britischen Inseln (Rebekka Nov. 2000): Schlechtwetter im Gutteil Europas mit feuchten Höhenströmungen, Einbruch polarer Kaltluft an der Rückseite bis Spanien („Schäfchenwolken“-Zone), daneben ein Russlandhoch sowie der Hochdruck Nordafrikas

Während des Verlaufs bezeichnet man die Tiefs in der Synoptischen Meteorologie (Wettervorhersagen, Wetterereignis-Analysen und ähnliches) meist nach der Lage des Kerns, als Großwetterlage:
- Neufundlandtief: Tiefkern vor der Nordamerikanischen Küste vor Neufundland. Diese Tiefs bilden sich dort meist an der Polarfront, wandern aus dem polaren Raum Alaskas ein, oder sind unentwickelte oder abgearbeitete atlantische Hurrikans, die ursprünglich aus dem Mittelatlantik vor Nordafrika stammen. Sie verlagern sich durchwegs Richtung Europa und sind durch den langen Weg über das Meer meist stark ausgebildet (Beispiel: Kyrill 2007)
- Islandtief: Lage um oder südlich Island: Hierbei tritt das Neufundlandtief in das europäische Wettergeschehen ein, oder ein neuerer Tiefkern entsteht im Raum östlichen von Grönland. Das Islandtief ist aber – außer für den äußersten Nordwesten oder bei außerordentlich großem Umfang – noch nicht direkt wetterbestimmend. Es wirkt aber schon als Aktionszentrum der großräumigen Windströme über Nord-, West- und Zentraleuropa, und steuert polare Kaltluft, atlantische Feuchtluftmassen oder südwestliche Warmluft über das Festland. Aus dem Islandtief entwickeln sich in Folge die meisten weiteren Lagen.
- Nordseetief: Nimmt das Islandtief dann südostwärts Zugbahnen vom Jütland-, Skagerrak- oder Skandinavientyp, spricht man bei der Annäherung ans Festland speziell von einem Tief über der Nordsee. Hier ist es für ganz Nordwest- und Mitteleuropa schon wetterbestimmend, indem seine Fronten über Land ziehen.
- Tief über den Britischen Inseln: Ein südwärts verlagertes Islandtief, oder direkt über den freien Atlantik gezogener Kern im Raum der Britischen Inseln. Diese Tiefs bleiben oft länger ortsfest, und sind schon bis in den nördlichen Mittelmeerraum wetterwirksam
- Skandinavientief: Ein ostwärts über Skandinavien gezogenes Island- oder nordost abgewandertes britisches Tief. Diese ziehen charakteristisch entweder über den Süden (Jütland-, Skagerrak- oder Skandinavientyp), oder aber den Norden Skandinaviens (I nach Bebber), wo sie für Zentraleuropa nicht mehr wetterwirksam sind.
- Tief über der Biskaya: Seltenerer Fall eines ausnehmend weit südlich über den Golf von Biskaya durchgehenden Tiefs, das außerordentlich heftige Stürme verursachen kann. Zieht ost- bis nordostwärts über Nordfrankreich und Deutschland (Mitteleuropatief, z. B. Lothar 1999), oder über Südfrankreich, und wandelt sich zum Mittelmeertief (z. B. Klaus 2009)

Atlantische Tiefs enden dann überwiegend als Ostseetief und/oder Tief über dem Baltikum, wohin sich die meisten regulären Zugbahnen zwischen den Alpen-/Karpatenmassiven und Skandinavischem Gebirge konzentrieren, seltener über dem Weißen Meer oder im Mittelmeerraum. Dort zerfallen sie typischerweise, wenn sie in den Einfluss der eurasisch-kontinentalen Aktionszentren zwischen Schwarzem Meer und Sibirien geraten, oder wandeln sich zu den Tiefklassen Osteuropas.

## Beispiele für atlantische Orkan- und Sturmtiefs
- Xynthia, Orkantief 26.–28. Feb. 2010
- Daisy, Sturmtief 8.–11. Januar 2010, schwere Schneeverwehungen, Sturmflut an der Ostseeküste
- Emma, Orkantief 29. Februar–2. März 2008, ähnlich stark wie Paula
- Paula, Sturmtief 26.–27. Januar 2008, mit Orkanstärke in Österreich größere Schäden als Kyrill und Lothar
- Tilo, Orkantief  9. November 2007, mit Sturmfluten an der Nordsee
- Kyrill, Orkantief 18. Januar 2007, welches zu schweren Verwüstungen in Mitteleuropa führte und teilweise sogar Orkanstärke erreichte, geschätzte 10 Mrd. US-Dollar Gesamtschaden
- Lothar, Orkantief 1999: ähnlich teuer wie Daria, schwerste Holzschäden
- Vivian, Orkantief 1990, 4 Mrd. USD Versicherungsschaden, Spitzenböen bis 285 km/h
- Daria, Orkantief 1990, mit über 6 Mrd. USD Versicherungsschaden eine der schwersten Stürme der jüngeren Geschichte

## Nachweise
1. ↑  
Sabine Mertsch: Risikomanagement als Konzept zur Risikominderung am Beispiel der überflutungsgefährdeten Räume Schleswig-Holsteins. Deutsches Komitee Katastrophenvorsorge e. V., 2004, Abschnitt 2.2.1 Definition, Entstehung und Häufigkeiten von Sturmfluten, S. 12 (pdf (Memento des Originals vom 11. Januar 2009 im Internet Archive)  Info: Der Archivlink wurde automatisch eingesetzt und noch nicht geprüft. Bitte prüfe Original- und Archivlink gemäß Anleitung und entferne dann diesen Hinweis., dkkv.org).

Christian Kubat: Sturmfluten an der Nordseeküste. Studienarbeit 2009, GRIN Verlag, 2012, ISBN 978-3-656-09909-3, S. 5./6 (eingeschränkte Vorschau in der Google-Buchsuche).
2. 1 2 3  Beispiele nach Kubat: Sturmfluten.
3. ↑  J. Ehlers: Die Nordsee. 2008, S. 43. Angabe nach Kubat: Sturmfluten, S. 6.
4. ↑  Diesen Sonderfall von Südost einströmender Kaltluft als seltenen Sonderfall beschreibt speziell etwa Heinrich Faust: Der Aufbau der Erdatmosphäre: eine Zusammenfassende Darstellung unter Einbeziehung der neuen Raketen- und Satellitenmessergebnisse. Band 127 von Die Wissenschaft, F. Vieweg, Braunschweig 1968, S. 68 (eingeschränkte Vorschau in der Google-Buchsuche).
5. ↑  Die einzelnen Lagen sind nicht in jedem Großwetterlagensystem anzutreffen